# T-bone steak

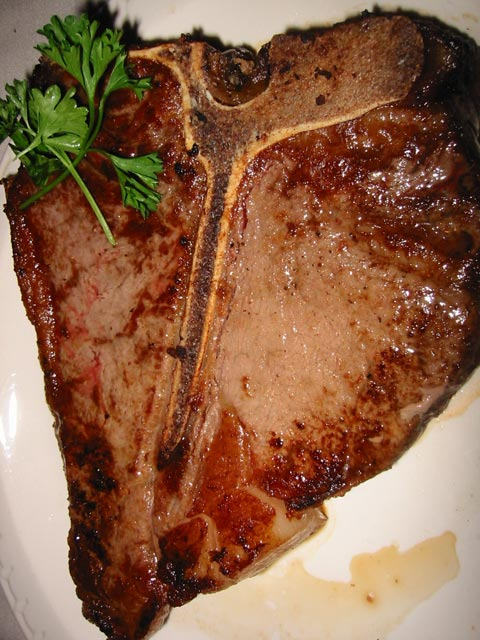
T-bone steak a la graella - en el qual es pot veure la forma en T de l'os central.

El  T-bone steak és un tall de carn, de costelles de vedella o bou, i generalment elaborat a la graella i amb una forma de tall típica en el qual es pot veure l'os en forma de T. El gruix d'aquest tall de carn no ha de sobrepassar els dos centímetres (als Estats Units se sol dir que el gruix ideal correspon al del diàmetre d'una moneda d'un quart de dòlar, 24.26 mm).

## Característiques
La North American Meat Processors Association defineix el tall oficial del T-Bone steak amb el codi Nampa 1174. La carn s'elabora a la graella i no necessita molt de temps, pel fet que l'os condueix (i manté) la temperatura, les parts carnoses són les que primer s'exposen al foc
Durant l'època de les malalties d'encefalopatia espongiforme bovina, malaltia neurodegenerativa que afecta al bestiar boví, aquest tipus de carn va estar a la llista de risc degut en part a l'existència d'os en contacte amb la medul·la espinal